# Helge Camitz
Helge Georg Botvid Camitz, född 28 juli 1883 i Strömstad, död 9 oktober 1953, var en svensk läkare.
Camitz avlade studentexamen i Göteborg 1903, avlade farmacie kandidatexamen 1906, medicine licentiatexamen 1913 och blev medicine doktor 1933 vid Karolinska Institutet i Stockholm. Han tjänstgjorde som underläkare i Sundsvall och Malmö 1914-18. Under finska inbördeskriget var han chef för en av Svenska röda korsets ambulanser. Därefter var han biträdande läkare vid Göteborgs barnsjukhus 1918-1919, vidare chefsläkare vid Göteborgs vanföreanstalt i Änggården.
Bland sina vänner var han känd för sin effektivitet och kallades därför för "Hastige Camitz".
Han var son till kapten Georg Camitz och Helga Essén. Han är begravd i Torekov där familjen fortfarande har kvar sitt sommarhus.